# PCMedia
PCMedia – dawne indonezyjskie czasopismo komputerowe, wydawane w latach 2000–2017.
Oprócz ogólnych informacji na temat techniki komputerowej na łamach magazynu publikowano obszerne omówienia wirusów komputerowych. Do numerów czasopisma dołączano autorski program antywirusowy PCMAV, który był pierwszą tego rodzaju aplikacją w kraju, zorientowaną na lokalne formy szkodliwego kodu, a z czasem stał się jednym z najczęściej używanych programów zabezpieczających w Indonezji, obok SMADAV i ANSAV.
Po przejściu na media cyfrowe magazyn PCMedia przestał być wydawany, a ostatni drukowany numer czasopisma ukazał się w 2017 roku.